# Anathallis vitorinoi
Anathallis vitorinoi là một loài thực vật có hoa trong họ Lan. Loài này được (Luer & Toscano) Luer & Toscano mô tả khoa học đầu tiên năm 2009.